# Johan Stagnell
Johan Stagnell,  född den 8 april 1711 i Mortorp i Kalmar län, död den 1 februari 1795, var en svensk skolman och lustspelsförfattare, farbror till biskop Magnus Stagnelius.
Stagnell blev 1735 student vid Lunds universitet, 1741 filosofie magister, 1744 docent. Han vistades i Stockholm 1751–56, och utnämndes 1755 till rector scholae trivialis i Kalmar. Platsen tillträdde han 1756, men utnämndes samma år till lektor vid Kalmar högre lärdomsskola, först eloquentiae, och senare linguae orientalis. 
Stagnell var en oppositionell natur, som först i sen ålder lugnade sig, en livlig ande, med starka intressen, men som förgick sig och blev plump och rå. Han låg i ständig fejd, ofta inför domstolarna, med biskop och konsistorium, liksom med enskilda personer, och var suspenderad än för ett, än för ett annat. Ett fall var då han "oriktigt korrigerat djäknarnas stilar"; en annan gång gällde det hans förhållande till en annan skolmans hustru, med vilken han efter mannens död gifte sig; en tredje gång "hetsig skrifart och andra förseelser". 
Slutligen, 1775, dömdes han till förlust av tjänsten (som han dock återfick) samt ett års fängelse för obevisade beskyllningar mot en handelsman och en överste, som påstods ha öppnat fästningsportarna till införande av förbjudna handelsvaror. Stadens invånare tycks ha hållit med Stagnell, och djäknarna följde honom i båtar med flygande fanor och klingande spel, då han fördes till slottsfängelset. 
Stagnells egentliga betydelse ligger i de lustspel han författade under sin Stockholmstid, nämligen Baron Sjelfklok och fröken Granlaga (1753), Den lyckelige banquerotiéren (samma år), Tragicomedie uti en akt kallad Risbadstugan (1755), Jesper Hiernlös eller Den förvända hushållningen (1756), liksom även Amman (1756). 
Stagnell är närmast lärjunge av Holberg, men han driver dennes stundom framträdande cynism till överdrift; särskilt är "Amman" en uppenbar Jeppestudie, och stycket annonserades till och med som författat av Holberg. "Risbadstugan" är en fars, vari en äktenskapsskandal, som vid denna tid timat i Stockholm, då en hustru med några grannkvinnors hjälp pryglat sin man, dramatiserats på ett grovkornigt sätt. 
"Baron Sjelfklok och fröken Granlaga" och "Jesper Hiernlös" är rätt enkla försök till karaktärskomedier i den Holbergska stilen. Mest betydande är "Den lyckelige banquerotiéren", som är en politisk-socialt intressant satir av dåtida affärsförhållanden, som framställs i bjärta färger. Huvudpersonen är en svindlare och bankruttör, som driver procentarverksamhet, uppdyrkar kurserna, rymmer sin kos, men, sedan han fått kunglig lejd, återkommer, gör upp med sina kreditorer och triumferar. 
Stycket är realistiskt, stundom naturalistiskt hållet; av särskilt intresse är börsscenen i första akten med sitt blottande av smuggleriet och andra oseder inom finansvärlden, liksom i den följande scenen på Goldfressers kontor. Stycket har sannolikt påverkats av likartade franska dramer, närmast Fatouvilles "Le banquerotier", en så kallad "italiensk komedi". Händelseutvecklingen, karaktärsteckning och tendens har vissa likheter, men själva modellerna var tydligen tagna ur det samtida ruttna affärslivet, och i detta avseende har Stagnells stycke i varje fall kulturhistorisk betydelse. 
Stagnell deltog 1768 i en mycket livlig politisk versfejd, som hade sin utgångspunkt i en av honom författad bröllopsdikt till hovpredikanten
Stricker och som utgjorde mindre en bröllopslyckönskan än ett gisslande av den dåvarande mösstyrelsens ekonomiska politik, ett av de många uttryck av missnöje, som föregick 1769 års riksdag.